# Lugar de Rosas
Lugar de Rosas är en ort i Mexiko.   Den ligger i kommunen Nuevo Ideal och delstaten Durango, i den centrala delen av landet, 900 km nordväst om huvudstaden Mexico City. Lugar de Rosas ligger 1 976 meter över havet och antalet invånare är 188.
Terrängen runt Lugar de Rosas är platt åt sydväst, men åt nordost är den kuperad. Runt Lugar de Rosas är det mycket glesbefolkat, med 7 invånare per kvadratkilometer. Närmaste större samhälle är Nuevo Ideal, 14,7 km söder om Lugar de Rosas. Trakten runt Lugar de Rosas består till största delen av jordbruksmark.